# Хинклер, Берт
Берт Хинклер (англ. Herbert John Louis Hinkler; 8 декабря 1892, Бандаберг — 7 января 1933, Италия) — один из пионеров австралийской авиации и изобретатель. Он спроектировал и построил несколько самолётов, а также стал первым человеком, совершивший одиночный перелёт из Англии в Австралию, и первым, кто совершил одиночный перелёт через южную часть Атлантического океана.

## Биография
Хинклер родился в Бандаберге (Квинсленд) в семье Джона Уильяма Хинклера, прусского скотовода, и его жены Фрэнсис Аткинс (урожденная Бонни) Хинклер. В детстве Хинклер наблюдал за ибисом, летающим возле озера в своей школе. Разобравшись в принципах полёта, он построил два планёра и управлял ими на пляжах недалеко от своего родного города. Позже он встретил одного из пионеров американской авиации Артура Бёрра Стоуна на передвижном шоу в Бандаберге а затем на выставке в Брисбене, где Хинклер вместе со Стоуном работал над решением проблемы «Blériot XI», первого в мире моноплана. В 1913 году Хинклер уехал в Англию, где работал в авиакомпании «Sopwith», что положило начало его карьере в авиации.
Во время Первой мировой войны Хинклер служил в Королевской военно-морской авиации в качестве наводчика и наблюдателя в Бельгии и Франции, за что был награждён медалью «За выдающиеся заслуги». В 1918 году Хинклер был отправлен в 28-ю эскадрилью Королевских ВВС Великобритании, в которой служил пилотом в Италии.

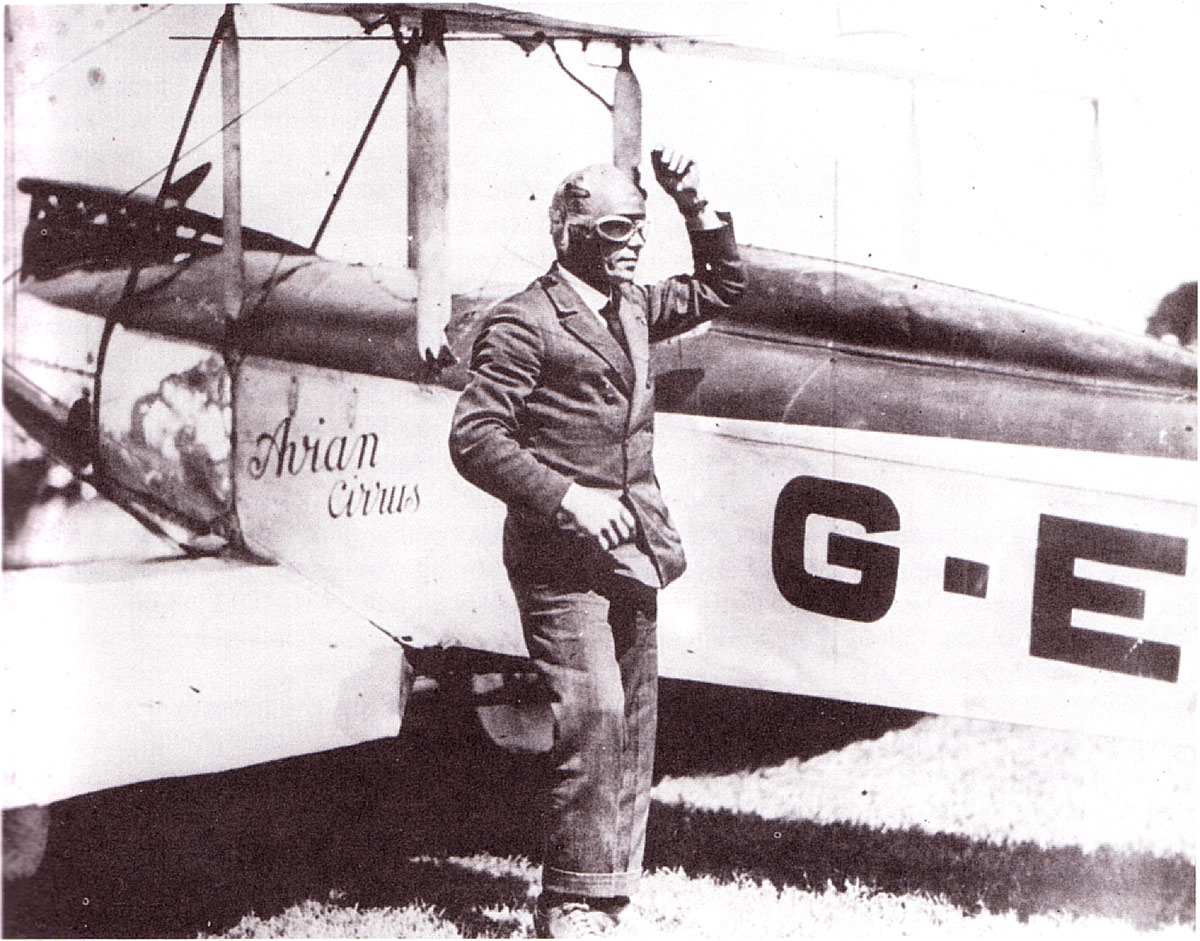
Хинклер и его самолёт Avro Avian.

Хинклер был «выдающимся математиком и изобретателем» и «создал множество авиационных инструментов, которые использовались до Второй мировой войны». Например, «один из них был устройством для корректировки дрейфа». Кроме того, «во время Первой мировой войны Хинклер изобрел адаптер для авиационного пулемёта. Когда бипланы летели вверх ногами в бою, во время стрельбы горячие гильзы обжигали стрелков. Благодаря изобретению Хинклера все выброшенные гильзы отлетали в сторону».

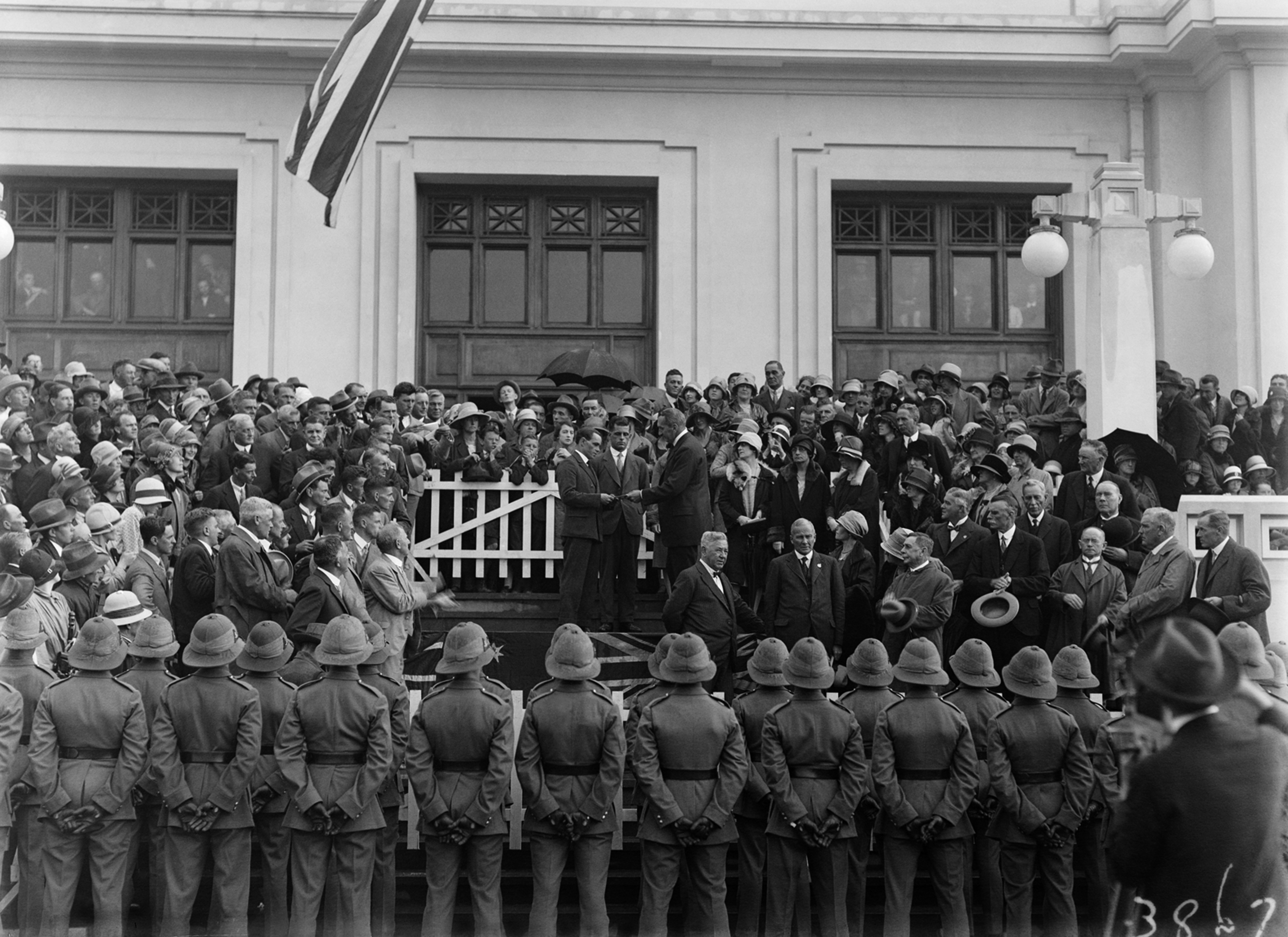
Премьер-министр Австралии Стэнли Брюс преподносит Хинклеру чек и портсигар.

После войны Хинклер работал лётчиком-испытателем на авиастроительной компании Avro Aircraft в Саутгемптоне. Правительство Австралии предложило 10 тысяч фунтов стерлингов в качестве приза за первый перелёт в Австралию. Хинклер принял участие в соревновании, но его самолёт разбился в Европе во время шторма.
В течение 1920-х годов он участвовал в многочисленных авиационных соревнованиях и установил множество рекордов, среди которых был беспосадочный перелёт из Англии в Латвию. За этот перелёт он был награждён золотой медалью Освальда Ватта за 1927 год. Хинклер на британском гидросамолёте участвовал в одном из розыгрышей Кубка Шнайдера. За полёты в 1920 и 1928 годах Хинклер был награждён двумя Призами Британии.
Хинклер совершил первый самостоятельный перелёт из Англии в Австралию на самолёте Avro Avian с регистрационным номером G-EBOV, вылетев из Англии 7 февраля 1928 года и прибыв в Дарвин 22 февраля. Он вернулся в свой родной город Бандаберг 27 февраля. Рекордное время перелёта уменьшилось с 28 до чуть менее чем 15½ дней. Этот рейс был практически неизвестен широкой общественности пока Хинклер не достиг Индии. В одной газете этот перелёт прозвали «спешкой Хинклера» (англ. «Hustling Hinkler»). Он стал героем песни «Hustling Hinkler Up in the Sky».
Спикер Палаты представителей Австралии Литтлтон Грум пригласил Хинклера стать членом Палаты представителей в знак признания его заслуг. (В следующий раз такое приглашение было направлено в 1973 году Патрику Уайту, который отказался). После посещения основных городов Австралии и возвращения в Англию Хинклер был награждён Крестом ВВС за лучшее авиационное достижение в году.
В 1931 году Хинклер совершил перелёт на самолёте «De Havilland Puss Moth» из Канады в Нью-Йорк, а затем без пересадок на Ямайку на 2400 км (1500 миль), в Венесуэлу, Гайану, Бразилию, а затем через Южную Атлантику в Африку; эта часть пути была проделана в чрезвычайно плохую погоду, но, несмотря на сильный шторм и практическое отсутствие видимости на части пути из-за низких и тяжёлых облаков, он отклонился от своего курса на сравнительно небольшое расстояние. Из Западной Африки он прилетел в Лондон. За это он был награждён золотой медалью Королевского аэроклуба, Призом Сигрейва, призом памяти Джонстона и Премией Британии за самые достойные лётные качества года. Он также был награждён своей третьей и четвёртой золотыми медалями Освальда Уотта. Это был первый одиночный перелёт через Южную Атлантику, и Хинклер был лишь вторым человеком, который самостоятельно пересек Атлантику после Чарльза Линдберга, совершившего такой перелёт в 1927 году.

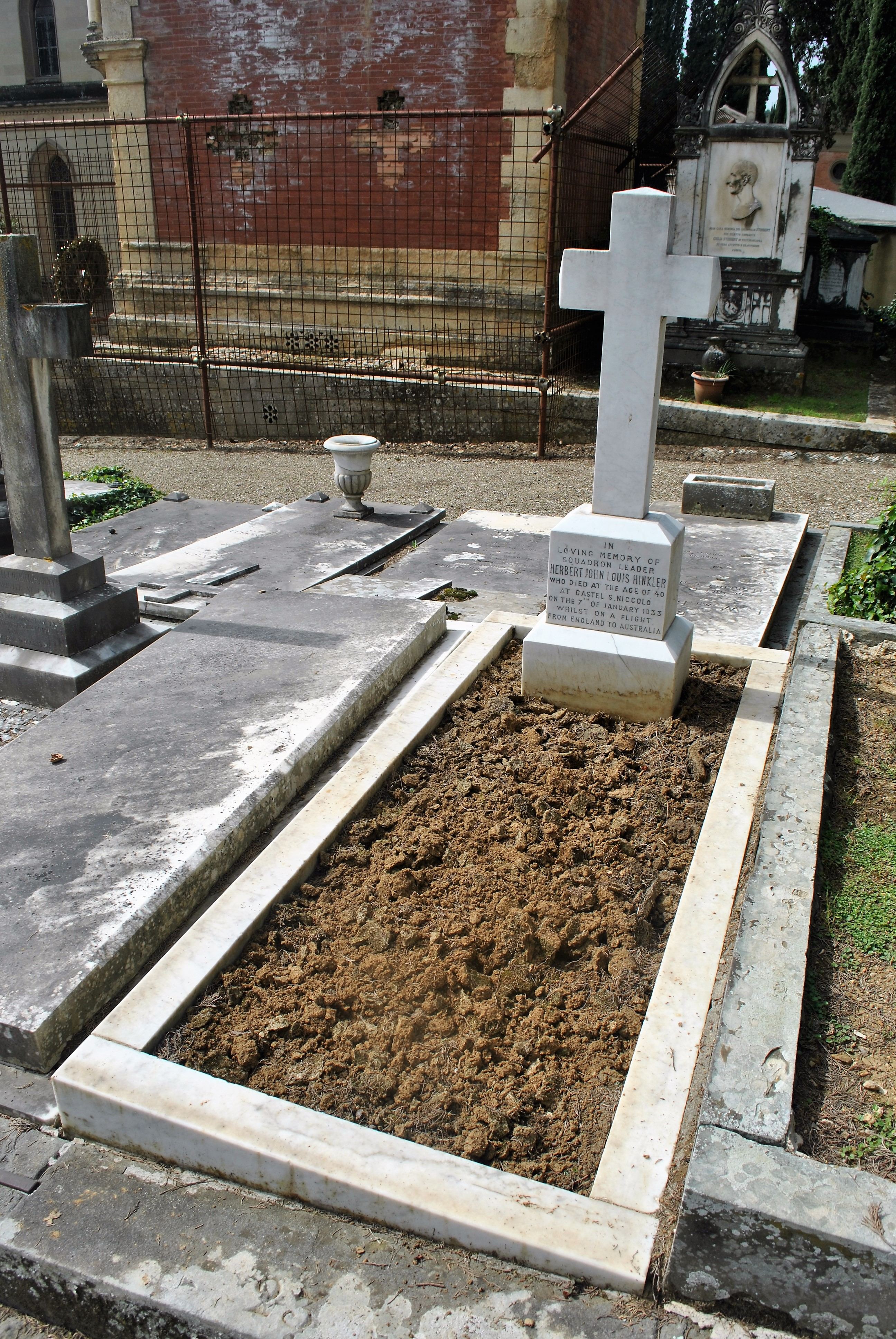
Могила Хинклера в Италии.

В 1932 году Хинклер женился. 7 января 1933 года Хинклер покинул аэродром London Air Park (Ханворт, Англия) на самолёте «Puss Moth» в попытке побить рекорд перелёта в Австралию, установленный Чарльзом Скоттом — 8 дней 20 часов. Больше о нём ничего не было слышно, пока его тело не было обнаружено в горах Тосканы (Италия). Его самолёт врезался в горы в тот же день, когда он вылетел из Лондона. По приказу диктатора Италии Бенито Муссолини он был похоронен во Флоренции со всеми воинскими почестями. Памятник в его честь был установлен на горе Пратоманго близ аэроклуба Аретино.

## Память
- Избирательный округ Хинклера[англ.] в Квинсленде назван в его честь.
- В 1978 году Почтой Австралии была выпущена марка с его изображением[19].
- В пригороде Саутгемптона (Хэмпшир) Торнхилле в честь Берта Хинклера названы улица Хинклер-роуд, Хинклер-паб и Хинклер-парк, в котором находится памятник ему, установленный жителями Торнхилла. В 1983 году дом «Мон Репо» в Торнхилле, который построили Берт Хинклер и его законная жена Ханна (Нэнси) Джарвис, был спасён от сноса и перенесен в Ботанический сад Бандаберга, служащий историческим музеем[20][21].
- 8 декабря 2008 года в Бандаберге был открыт для публики Зал авиации Хинклера.
- Компания Qantas назвала в честь авиатора один из своих самолётов Airbus A380.
- Королевский автомобильный клуб Квинсленда установил памятники Хинклеру на вершине потухшего вулкана Bundaberg Hummock[англ.], которая является одной из самых высоких точек региона Бандаберг.
- Бюст Хинклера, созданный скульптором Джорджем Вирином[англ.], находится на южном конце моста Бернетт.
- Улица Хинклер-Кресент, которая когда-то служила рулёжной дорожкой для первого аэродрома Дарвина (Северная территория, Австралия) названа в честь Берта Хинклера и имеет мемориальную доску на тротуаре.
- В 1934 году имя Хинклера было присвоено популярному парку в Катумбе (Новый Южный Уэльс). В парке есть альпинистская рама в форме его самолёта и место для пикника с мемориальной доской.
- Парк Хинклера, прилегающий к лагуне на северной оконечности пляжа Мэнли, назван в его честь, а также является местом расположения Воздушной лиги Австралии[англ.]. Первая тренировочная эскадрилья открылась в Мэнли (Новый Южный Уэльс) 17 января 1935 года.
- Кенотаф Хинклера стоит в парке Басс в центре Бандаберга.
- О Хинклере были написаны песни, в том числе «Hustling Hinkler», записанная Леном Морисом и Фредом Монументом, и «Хелло! Хинклер» в исполнении Фредерика Джорджа[22].
- Берт Хинклер четыре раза (в 1927, 1928, 1931 и 1932 годах) был награждён медалью Освальда Ватта[англ.].
- В честь Хинклера названа одна из минилун Сатурна.

## Реликвия пережила гибель «Челенджера»
В 1986 году небольшой кусок дерева от самодельного планёра Хинклера был подарен американскому астронавту Дону Линду в благодарность за его приезд в Бандаберг для участия в лекциях памяти Хинклера. Линд, в свою очередь, передал его Дику Скоби, командиру последней миссии «Челленджера». Скоби взял реликвию с собой на борт «Челленджера» в небольшом пластиковом пакете, который поместил в свой шкафчик. После катастрофы пакет был поднят из воды Атлантического океана, идентифицирован и позже возвращён в Мемориальный музей Хинклера.